# Тайт-енд

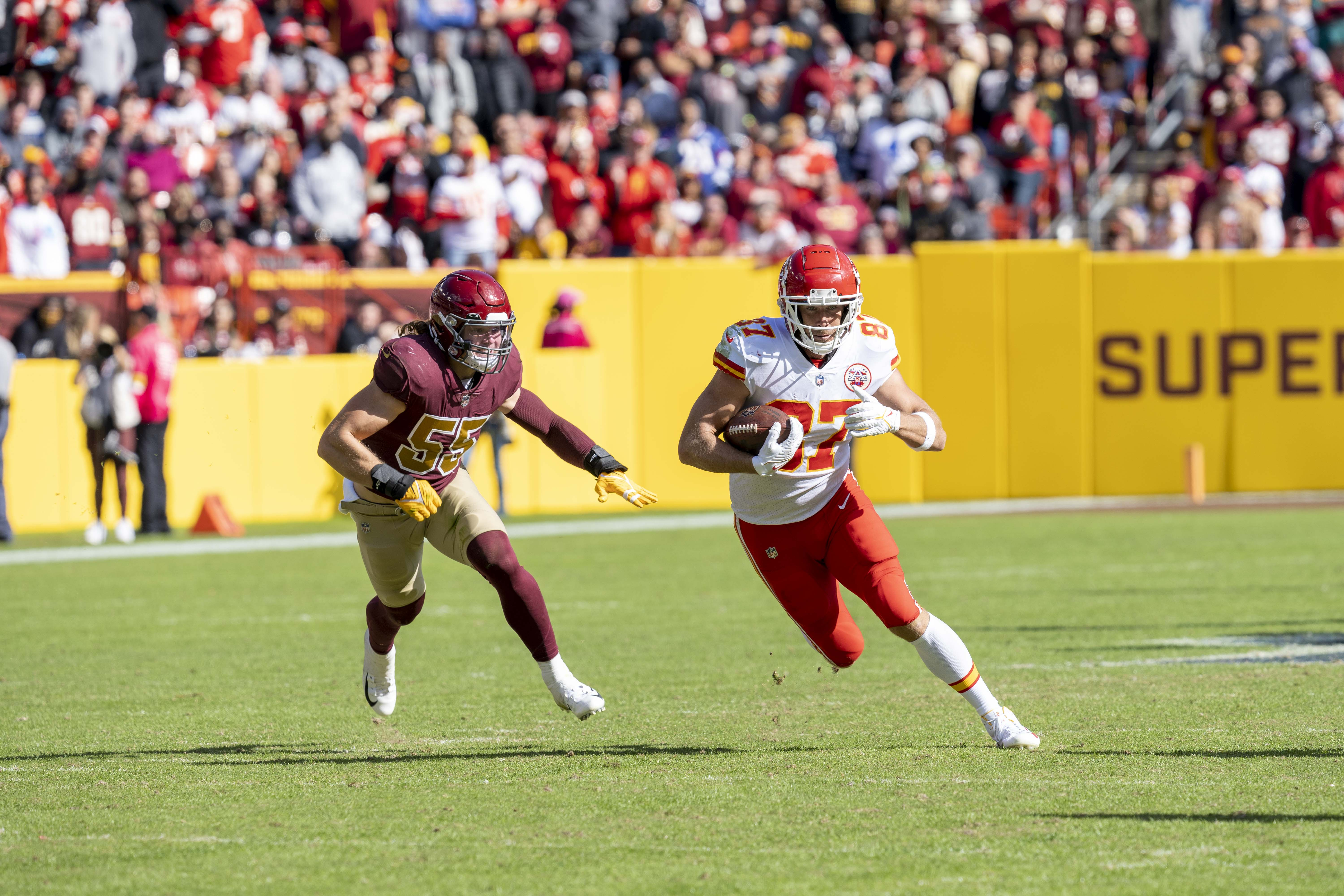
Тревіс Келс у відкритому полі

Приклад тісної позиції в атакуючій формі.

Тайт-енд (ТЕ) — атакуюча позиція в американському футболі, футболі на арені та канадському футболі. Це гібрид, який поєднує в собі характеристики та ролі як нападника, так і приймача. Подібно до атакуючих лайнменів, вони зазвичай шикуються на лінії атаки та мають достатній розмір, щоб ефективно блокувати. З іншого боку, на відміну від атакуючих, вони є відповідними приймачами та потужною зброєю в схемах нападу команди.
Роль тайт-енду в будь-якому нападі залежить від уподобань і філософії головного тренера, координатора нападу та загальної динаміки команди. У деяких системах тайт-енд буде просто діяти як шостий нападаючий, рідко виходячи для передач. Інші системи використовують тайт-енд головним чином як приймач, часто використовуючи переваги розміру тайт-енду для створення невідповідностей у вторинному захисті. Багато тренерів часто мають один тайт-енд, який спеціалізується на блокуванні під час бігових ігор, водночас використовуючи тайт-енд із кращими навичками перехоплення пасу в очевидних ситуаціях пасу.

## Історія
Поява тайт-енду тісно пов’язана із занепадом одновзводної системи в 1940-х і 50-х роках. Спочатку правило (похідне від еволюції гри в інших формах футболу) обмежувало заміни. Отже, гравці повинні були вправно грати з обох боків м’яча, причому більшість атакуючих лайнменів виконували роль захисників або захисників, а приймачі – захисників. У той час приймачі були відомі як кінці або флангери, з кінцями, розташованими на обох кінцях лінії сутички, а флангери розташовувалися зовні та позаду них, на їхньому «флангу».

## Подальше читання
- Aaseng, Nathan (1981). Football’s Toughest Tight Ends. Lerner Publications Company. ISBN 9780822510703.